# Ulighed (matematik)
 For alternative betydninger, se Ulighed. (Se også artikler, som begynder med Ulighed)
En ulighed er et matematisk udsagn, der angiver at ét regneudtryk er større end eller evt. lig med, et andet regneudtryk. Ligesom med ligninger kan der indgå en eller evt. flere ubekendte størrelser (et tal repræsenteret ved f.eks. bogstavet x) i ét eller begge regneudtryk. Mange af de regneregler, der gælder for ligninger, kan også bruges til at løse uligheder. Men hvor ligninger typisk tilfredsstilles af ét eller nogle få bestemte tal, er løsningsmængden for en ulighed oftest et interval, eller evt. en foreningsmængde af flere intervaller af værdier, der tilfredsstiller den oprindelige ulighed.

## Typer af uligheder
Hvor ligninger har et lighedstegn, har en ulighed ét af fire følgende såkaldte ulighedstegn:
- < som læses "er mindre end"
- ≤ som læses "er mindre end eller lig med"
- > som læses "er større end"
- ≥ som læses "er større end eller lig med"

Ulighederne med "<" og ">" kaldes også for skarpe uligheder, og bliver ofte for præcisionens skyld udtalt som "er skarpt mindre end" hhv. "er skarpt større end". Ligeledes refererer ordet "skarpt" i almindelighed til, at der ikke kan gælde lighedstegn.
En dobbeltulighed er et udsagn om at en størrelse ligger mellem to andre størrelser. Således er 2 < 2x - 3 < 5 et eksempel på en dobbeltulighed.

## Løsning af lineære uligheder
I en lineær ulighed er både venstre og højre side af ulighedstegnet lineære funktioner. Lineære uligheder løses stort set som lineære ligninger. Man kan lægge et tal til eller trække et tal fra på begge sider af ulighedstegnet. Endvidere kan man multiplicere eller dividere regneudtrykkene på begge sider af ulighedstegnet med det samme tal, undtaget 0, men man skal vende ulighedstegnet, hvis man multiplicerer eller dividerer med et negativt tal. Det illustreres lettest ved at multiplicere nogle simple uligheder med -1:
- {\displaystyle {\frac {1}{2}}<1} bliver til {\displaystyle -{\frac {1}{2}}>-1}
- {\displaystyle 2\geq 1} bliver til {\displaystyle -2\leq -1}

Eksempel
{\displaystyle x\cdot 2-3>(4+5)\cdot 2} :

{\displaystyle x\cdot 2>(4+5)\cdot 2+3} :

{\displaystyle x\cdot 2>9\cdot 2+3} :

{\displaystyle x\cdot 2>18+3} :

{\displaystyle x\cdot 2>21} :

{\displaystyle x\cdot {\frac {2}{2}}>{\frac {21}{2}}} :

{\displaystyle x>{\underline {\underline {10.5}}}}

## Løsning af generelle uligheder med en ubekendt
Uligheder, som involverer kontinuerte funktioner, løses ved først at samle funktionerne på den ene side af ulighedstegnet, så der står 0 på den anden side. Herved får uligheden formen {\displaystyle f(x)>0} hvor > eventuelt kan være skiftet ud med et af de andre ulighedstegn. Herefter løses ligningen {\displaystyle f(x)=0}. Nulpunkterne deler talaksen i intervaller og funktionen vil have konstant fortegn i hvert interval. Funktionens fortegn undersøges for en tilfældig {\displaystyle x}-værdi i hvert interval, hvorved det afgøres hvilke af intervallerne der udgør løsningsmængden.

## Bøger
- Se side 17-27 i Carstensen, Jens & Frandsen, Jesper (1988): Matematik 1 - Opgaver. Forlaget Systime, Herning. ISBN 87-7351-699-6
- Se side 45-51 i Carstensen, Jens & Frandsen, Jesper (1996): Obligatorisk matematik 1. Forlaget Systime, Århus. ISBN 87-7783-630-8
- Se siderne 26 og 84 samt 118 i Holth, Klaus m.fl. (1987): Matematik Grundbog 1. Forlaget Trip, Vejle. ISBN 87-88049-18-3